# Edwardsia beautempsii
Espèce
Edwardsia beautempsii est une espèce de la famille des Edwardsiidae.

## Systématique
Le nom valide complet (avec auteur) de ce taxon est Edwardsia beautempsii Quatrefages, 1842.
Edwardsia beautempsii a pour synonymes :
- Edwardsia beautempsi Quatrefages, 1842
- Edwardsia beautempsis
- Edwarsia beautempsi

## Publication originale
- Quatrefages, A. (1842). Mémoire sur les Edwardsies (Edwardsia nob.) nouveau genre de la famille des actinies. Annales des Sciences Naturelles. 18: 65-109.